# Hemorragia obstétrica
La hemorragia obstétrica es un término que se usa para el sangrado que ocurre durante el embarazo, el parto o el puerperio. Es un sangrado que puede aparecer por los genitales externos o bien, más peligrosamente, una hemorragia intraabdominal. El sangrado puede ser un evento característico del embarazo mismo, pero otras circunstancias pueden causar sangrados más voluminosos. El sangrado obstétrico es una causa principal de mortalidad materna.

## Sangrado del embarazo temprano
El sangrado es un síntoma frecuente durante el primer trimestre de gestación. Existen varias posibles causas que pueden ocasionar un sangrado en el primer trimestre de gestación:
Sangrado por implantación: Se trata de un sangrado escaso, que puede aparecer en algunas mujeres embarazadas en las fechas en la que debería aparecer la regla. Este hecho, puede generar confusión a la mujer puesto que en ocasiones, puede interpretarlo como si fuese una regla muy escasa. Se considera un evento fisiológico y que no pone en riesgo la evolución de la gestación.
Amenaza de aborto: En este caso, se produce un sangrado vaginal de cantidad variable, aunque en general inferior a un sangrado menstrual y que puede asociarse a dolor tipo dismenorrea de carácter leve. A la exploración ginecológica, se confirmará un sangrado procedente de la cavidad uterina y el cérvix uterino se encontrará cerrado. Si se realiza una ecografía, se confirmará la evolución adecuada de la gestación.
- Aborto en curso: Existe un sangrado generalmente abundante y dolor tipo dismenorrea habitualmente intenso, con expulsión de restos del embarazo de forma activa por lo que el cuello uterino se encuentra abierto. De forma espontánea, evolucionará hacia un aborto completo o incompleto.[1]

- Aborto incompleto: Se produce cuando hay una expulsión parcial de los restos del embarazo. Habitualmente, se manifiesta como un sangrado abundante, superior a una menstruación. El cuello del útero se visualizará abierto y en la ecografía se confirmará la presencia de persistencia de restos dentro del útero. En estos casos, puede facilitarse la expulsión completa de los restos abortivos con fármacos o mediante la realización de un legrado.[1]

- Aborto completo: Consiste en la expulsión completa del embarazo. El cuello uterino queda cerrado y en la ecografía se visualiza un útero sin contenido. El aborto espontáneo es un evento relativamente frecuente, afectando a alrededor del 15% de los embarazos. La causa más frecuente de aborto suelen ser las anomalías genéticas del embrión, que evitan su desarrollo adecuado.[1]

- Embarazo ectópico o extrauterino: Se trata de un tipo de gestación en la cual el embrión implanta en un lugar diferente a la cavidad del útero. En la mayoría de los casos, este tipo de embarazo se localiza en la trompa de Falopio. Si no recibe un seguimiento y tratamiento apropiados, puede poner en riesgo la vida de la mujer por una hemorragia interna ocasionada por la rotura de la trompa de Falopio. En las fases iniciales, suele manifestarse con un sangrado escaso y oscuro que puede ser persistente. En la ecografía, se visualizará un útero vacío, sin estructuras sugestivas de embarazo. En muchas ocasiones, puede visualizarse una imagen compatible con un embarazo ectópico próxima a la localización de uno de los ovarios. Este tipo de embarazo puede finalizar en una interrupción espontánea o requerir tratamiento con medicación (metotrexato) o cirugía para su resolución en un porcentaje variable de casos.[2]

- Embarazo molar: Es una causa muy infrecuente de sangrado durante la gestación. Suele manifestarse como un sangrado en cantidad variable. En la ecografía se puede confirmar la ocupación del útero por una imagen heterogénea con vesículas acompañado de un embarazo (mola parcial) o sin él (mola completa). En cualquier caso, el principal tratamiento consiste en la realización de un legrado y un seguimiento adecuado para confirmar la resolución del proceso. Ocasionalmente, puede requerir tratamiento farmacológico para conseguir la curación.[3]

- Otras causas de sangrado: Existen otras causas que pueden producir un sangrado durante el primer trimestre de embarazo como aquellos debidos a pólipos del cuello del útero y lesiones o traumatismos de vulva, vagina o cérvix uterino.

## Sangrado del embarazo tardío
La consideración principal de una hemorragia al final del embarazo es la presencia de placenta previa, un trastorno que suele ser resuelto con una cesárea. Igualmente, un desprendimiento prematuro de placenta puede conllevar a un sangrado obstétrico, a menudo no aparente.

## Sangrado durante el parto
Adicional a una placenta previa o un DPP, los desgarros uterinos pueden ser una causa seria que produce hemorragia interna o externa. El sangrado de origen fetal es muy raro que, aunque no suele ser abundante, puede ser importante para el recién nacido.
.

## Sangrado puerperal
| Causa           | Incidencia |
| --------------- | ---------- |
| Atonía uterina  | 70 %       |
| Trauma          | 20 %       |
| Tejido retenido | 10 %       |
| Coagulopatía    | 1 %        |

La hemorragia durante el puerperio se define como la pérdida de más de 500 mililitros de sangre después del parto vaginal o más de 1000 mililitros de sangre después de una cesárea. Es la causa más importante de muerte materna perinatal en países desarrollados y una causa principal de morbilidad a nivel mundial.
Las causas principales de hemorragia puerperal son la atonía uterina, traumatismo físico, placenta retenida y coagulopatías:
- Atonía uterina: es la incapacidad del útero para contraerse y puede conllevar a sangrado continuo.[6] La retención de tejido placentario puede causar una atonía uterina.
- Traumatismos: los traumatismos durante el parto pueden desgarrar el tejido y vasos sanguíneos del canal del parto, lo que conlleva a sangrado importante.
- Retención de tejido: es cuando porciones de la placenta o del feto permanecen adheridos al útero, lo que puede causar hemorragias.
- Coagulopatías: ocurren cuando hay un fallo en la coagulación lo que puede predisponer a sangrados constantes.